# Lier (Belgia)
Lier (wym. [ˈlir]; fr. Lierre) – miasto w Belgii, w Regionie Flamandzkim, w prowincji Antwerpia, w okręgu Mechelen. Miasto jest ważnym ośrodkiem turystycznym. Jego patronem jest św. Gummarus, misjonarz, który ok. 760 r. założył miasto.
W 1496 roku Lier było miejscem ślubu Filipa I Pięknego, syna cesarza Maksymiliana I Habsburga, z Joanną Szaloną, następczyni tronów kastylijskiego i aragońskiego. Ich syn, Karol V Habsburg, rządził cesarstwem hiszpańsko-austriackim.
Lier jest znane z piwa Caves, i ciastek Liers vlaaike. W mieście swoją siedzibę ma belgijski producent autobusów Van Hool.

## Podział administracyjny
W skład miasta wchodzi jedna dzielnica (deelgemeente):
- Koningshooikt

## Sport
Z Lier pochodzi klub piłkarski Lierse SK, który występuje w Eerste klasse A, a w sezonie 1997/1998 grał w Lidze Mistrzów. W tym klubie swoją karierę rozpoczynał znany piłkarz belgijski Jan Ceulemans. Drugim klubem piłkarskim w mieście jest K. Lyra (nazwa „Lyra” to łacińska wersja „Lier”), należący do najniższej ligi belgijskiej.

## Zabytki
- gotycki kościół św. Gummarusa (Sint-Gummarus) z XIV w.
- wieża zegarowa Zimmer
- rokokowy ratusz z XVIII w.
- beffroi
- kościół pw. św. Małgorzaty (Sint-Margarita) z XVII w.
- beginaż, wpisany na listę światowego dziedzictwa UNESCO

## Osoby

### urodzone w Lier
- Anton Bergmann – prawnik i pisarz
- Jan Ceulemans – piłkarz
- Jean-Baptist David – kanonik i założyciel  Davidsfonds
- Cornelis de Bie – prawnik i pisarz
- Patrick Dewael – polityk, były premier Flandrii
- Isidoor Opsomer – malarz
- Felix Timmermans – flamandzki pisarz i malarz
- Herman Van Breda – założyciel archiwum Husserl
- Herman Vanderpoorten – polityk (1922-1984)
- Yanina Wickmayer – tenisistka
- Michael Goolaerts – kolarz torowy

## Galeria

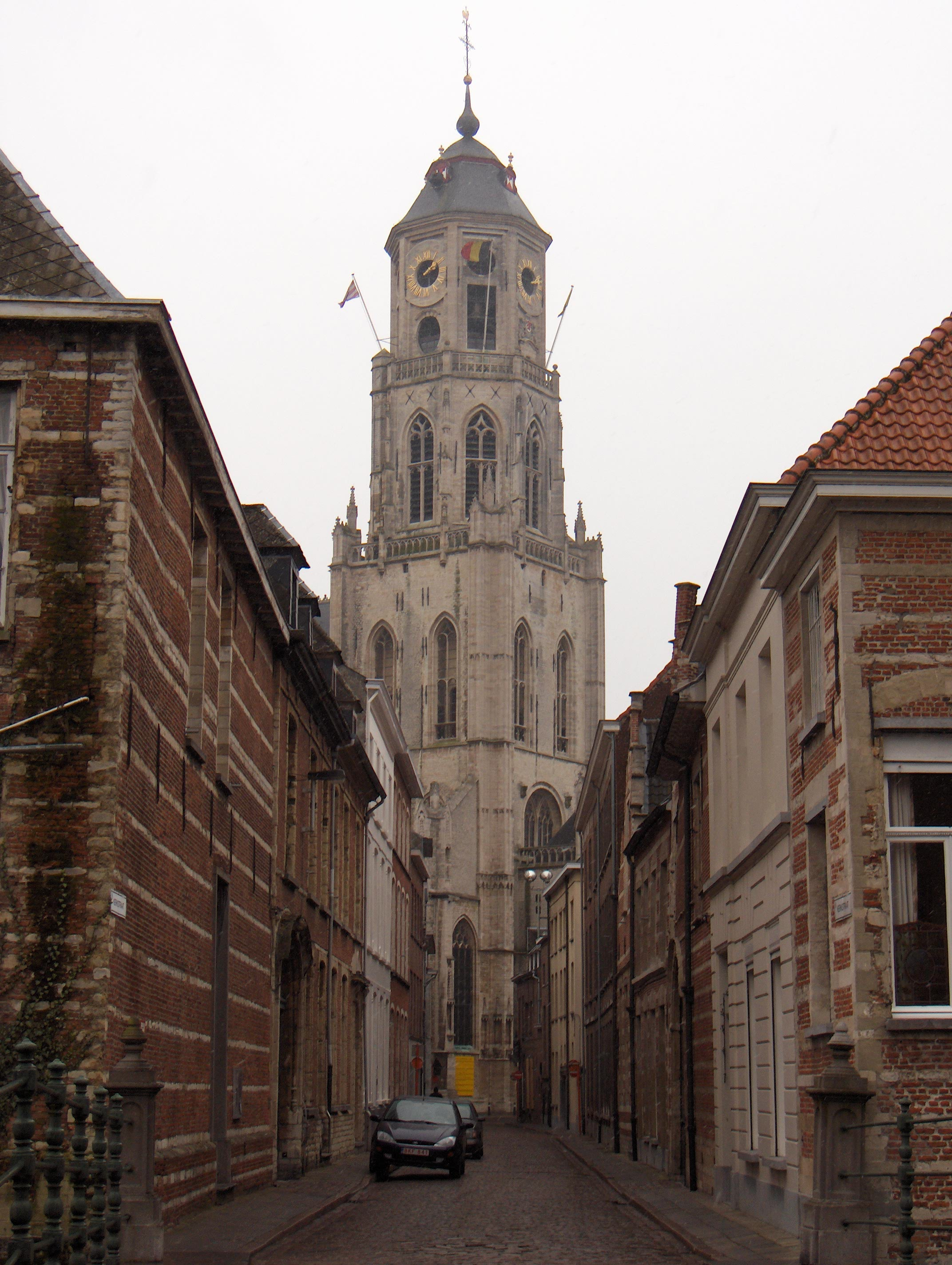
Kościół pw. św. Gummarusa (Sint-Gummarus)
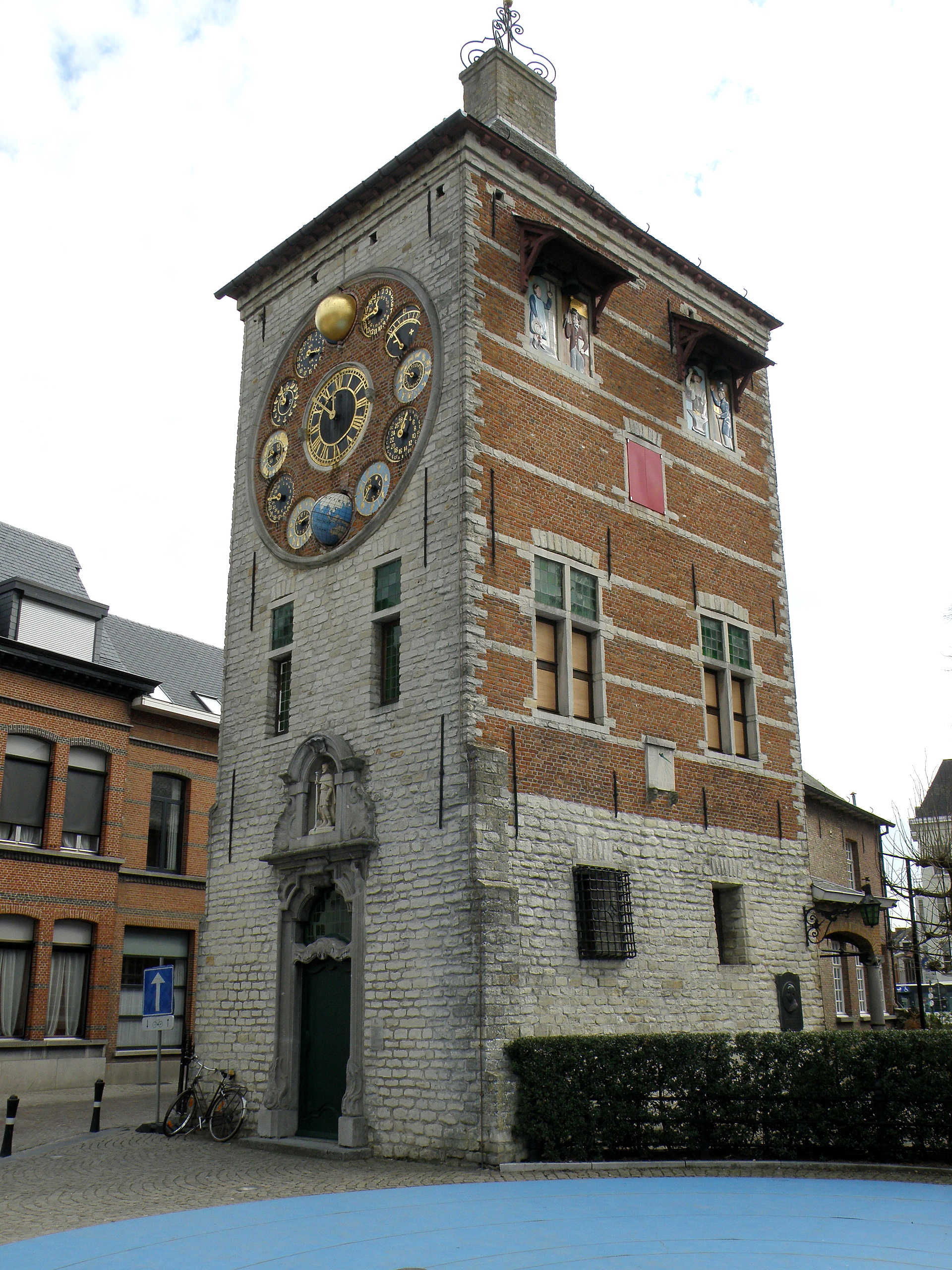
Wieża zegarowa Zimmer
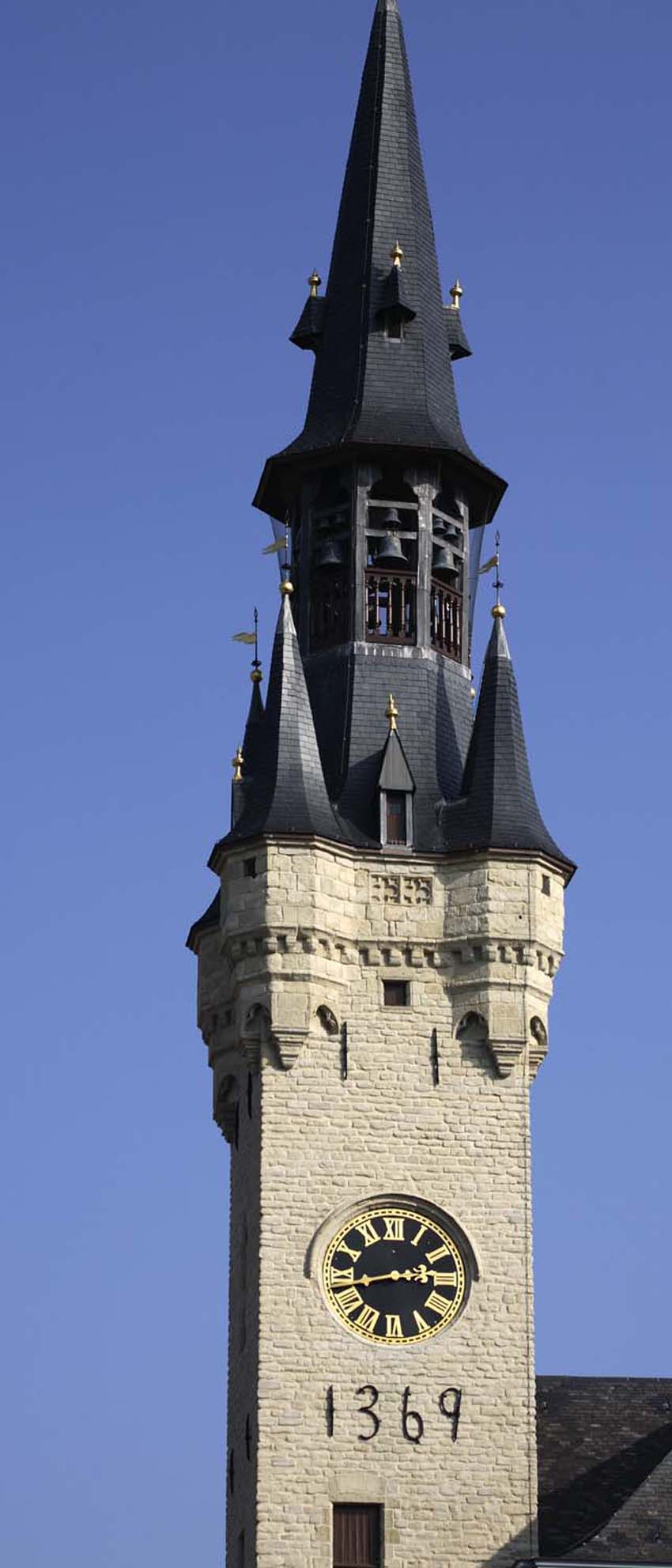
Beffroi
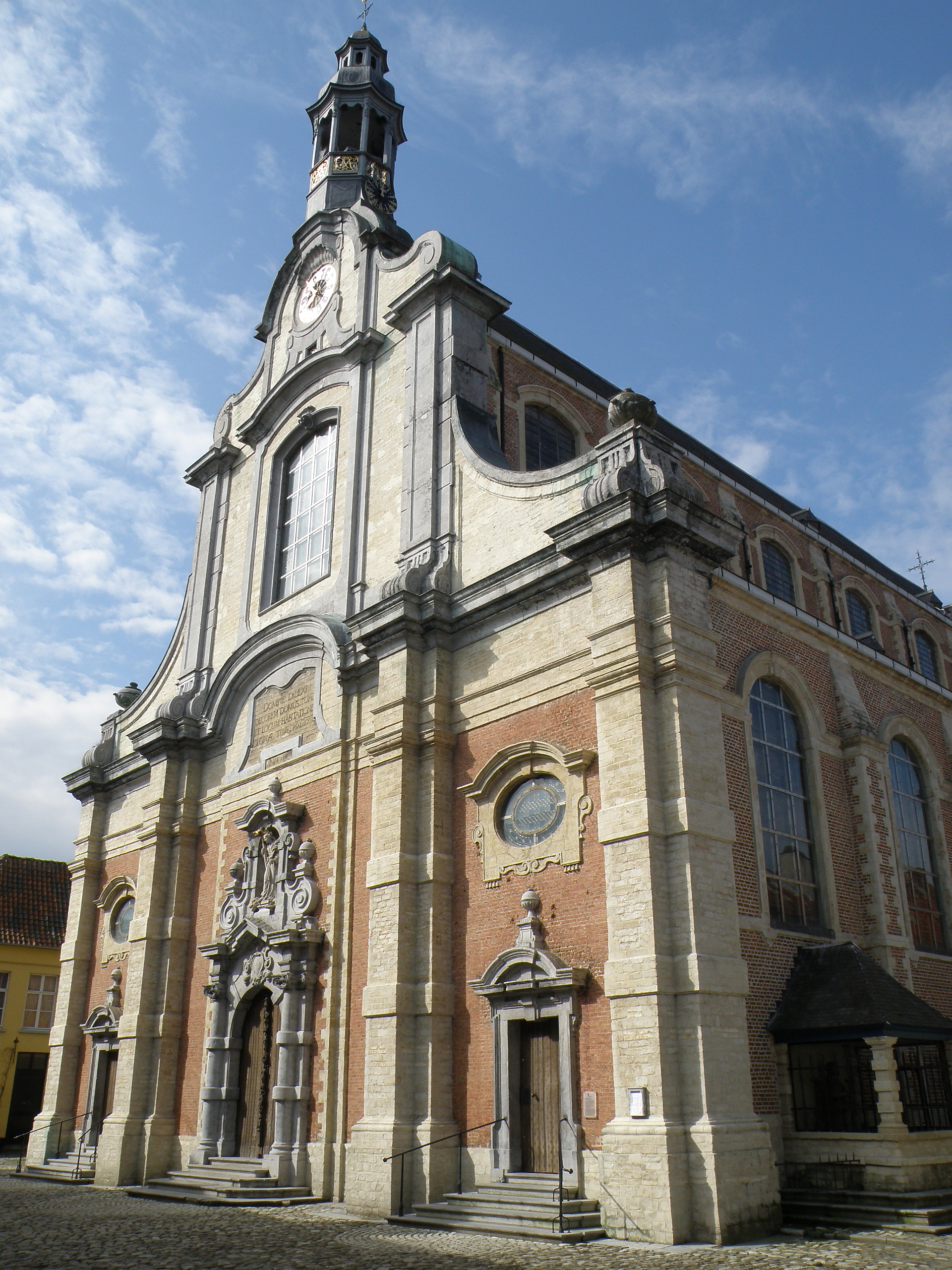
Kościół pw. św. Małgorzaty (Sint-Margarita)
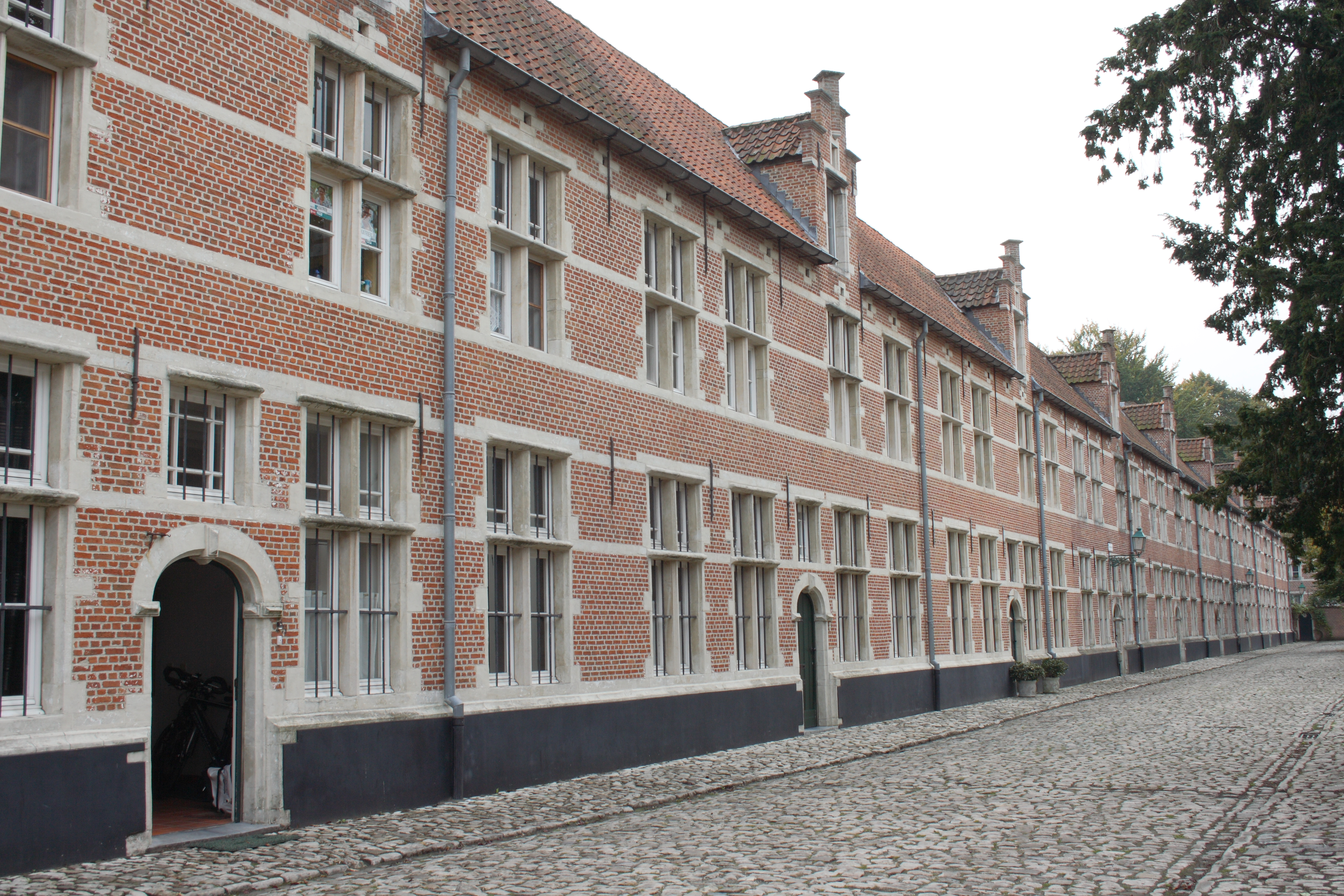
Beginaż